# Temnora probata
Temnora probata là một loài bướm đêm thuộc họ Sphingidae. Loài này có ở Tanzania.
Sải cánh khoảng 39–43 mm. Nó rất giống loài Temnora burdoni, but the forewing apex và tornus và hindwing tornus are more pronounced và the middle of the forewing outer margin is very convex.